# 张广照
张广照（？—）华南理工大学教授、中华人民共和国教育部长江学者特聘教授，从事高分子溶液与界面、海洋防污材料及岩土工程材料研究。

## 生平
1987年获四川大学高分子材料系学士学位，1998年获复旦大学高分子科学系博士学位。2002年任中国科学技术大学教授、合肥微尺度国家实验室研究员，2010年起任华南理工大学教授。

## 社会兼职
- 国际海洋材料保护研究常设委员会(COIPM)委员
- 中国材料研究学会高分子材料与工程分会副主任